# Paula Fredriksen
Paula Fredriksen (Kingston (Rhode Island), 6 gennaio 1951) è una storica delle religioni statunitense.

## Biografia
Paula Fredriksen ha conseguito il bachelor of arts al Wellesley College nel 1973 e il diploma in teologia all'Università di Oxford nel 1974. Nel 1979 ha conseguito il Ph.D. in storia delle religioni all'Università di Princeton. Nel 1979-1980 è stata assegnista di ricerca all'Università di Stanford e nel 1980 è entrata come assistente all'Università della California - Berkeley. Nel 1986 è diventata professore associato all'Università di Pittsburgh e dal 1990 ha lavorato come professore ordinario di Interpretazione delle Sacre Scritture all'Università di Boston fino al 2010, anno in cui si è ritirata dall'insegnamento diventando professore emerito. Nel 2009 è stata nominata professore invitato all'Università Ebraica di Gerusalemme.

## Studi
Nel corso della sua carriera, Paula Fredriksen si è occupata di ricerche sul Gesù storico, ritenendolo un profeta apocalittico ebraico; insieme a Ed Parish Sanders e Géza Vermes, è considerata tra gli studiosi più impegnati ad inquadrare Gesù nel contesto ebraico dell'epoca. La Fredriksen si è interessata anche della storia del cristianesimo dalle origini alla caduta dell'Impero Romano.

## Libri
- Augustine on Romans, Chico: Scholars Press, 1982
- From Jesus to Christ: The Origins of the New Testament Images of Jesus, Yale University Press, 1988
- Jesus of Nazareth, King of the Jews: A Jewish Life and the Emergence of Christianity, Vintage Press, 2000.
- Con Adele Reinhartz (coautore), Jesus, Judaism, and Christian Anti-Judaism: Reading the New Testament After the Holocaust, Westminster John Knox Press; 2002.
- On The Passion of the Christ: Exploring the Issues Raised by the Controversial Movie, University of California Press, 2006.
- Augustine and the Jews: A Christian Defense of Jews and Judaism, Doubleday Religion, 2008.
- Sin: The Early History of an Idea, Princeton University Press, 2012
- When Christians Were Jews: The First Generation, Yale University Press, 2018